# Avtomat Fiódorova
El Avtomat Fiódorova, también conocido como fusil automático Fiódorov (en ruso: Автоматическая Винтовка Фёдорова o, abreviado, Автомат Фёдорова: "Fusil automático de Fiódorov"), es un fusil automático, diseñado por Vladímir Fiódorov en 1915 y producido en el Imperio ruso y más tarde en la República Socialista Federativa Soviética de Rusia. Se fabricó un total de 3.200 fusiles Fiódorov entre 1915 y 1924 en la ciudad de Kovrov; la gran mayoría de estos fueron fabricados a partir de 1920. El arma entró en combate en la Primera Guerra Mundial, pero fue más utilizado en la Guerra Civil Rusa y en la Guerra entre la Unión Soviética y Finlandia entre 1939 y 1940.

## Diseño y desarrollo
El Avtomat Fiódorova es un fusil accionado por retroceso corto que dispara a cerrojo cerrado. El acerrojado se efectúa mediante dos planchas de acerrojado con forma de mancuerna, montadas a ambos lados de la recámara, manteniendo juntos al cañón y el cerrojo a través de resaltes en el cerrojo. Estas placas pueden pivotar ligeramente hacia abajo después de retroceder 10 mm, soltando el cerrojo. Tiene un mecanismo que mantiene abierto el cerrojo y su sistema de disparo es mediante martillo.

Dibujo esquemático del mecanismo del fusil automático Fiódorov.

El Capitán V. Fiódorov empezó a desarrollar el prototipo de un fusil semiautomático en 1906, trabajando como asistente del futuro diseñador de armas ligeras Vasili Degtiariov. Un modelo fue enviado a la Comisión de fusiles del Ejército Imperial Ruso en 1911, que ordenó 150 fusiles adicionales para pruebas. En 1913, Fiódorov envió un prototipo de fusil automático con cargador fijo alimentado mediante peines, que disparaba su propio cartucho experimental sin pestaña de 6,5 mm, llamado 6,5 mm Fiódorov. El nuevo cartucho sin pestaña era más compacto que el cartucho estándar ruso 7,62 x 54 R, siendo más adecuado para armas automáticas al producir menos retroceso. Cuando era disparado desde un cañón de 800 mm de longitud, este cartucho experimental propulsaba una bala encamisada Spitzer de 8,5 g a una velocidad inicial de 860 m/s con una energía de boca de 3.140 J, al contrario de los 3.550 J de la energía de boca del 7,62 x 54 R disparado desde un cañón con la misma longitud. Los fusiles Fiódorov fueron probados a fines de 1913, con resultados favorables.
En el otoño de 1915, Fiódorov fue destacado como observador militar en Francia, en el sector de Mont-Saint-Éloi. Allí quedó impresionado por el uso generalizado de la ametralladora ligera francesa Chauchat y la potencia de fuego que tenía, pero no tanto por su movilidad. Según las memorias de Fiódorov, aquí es cuando se le ocurre la idea de introducir en el Ejército Imperial Ruso un arma con una potencia de fuego intermedia entre el fusil y la ametralladora ligera, pero con una movilidad como la de un fusil. Su decisión de adaptar el diseño de su fusil semiautomático para tal fin se debido a las necesidades de la guerra. Cuando regresó a Rusia en enero de 1916, Fiódorov se abocó a la tarea. Conservó el mecanismo de su fusil semiautomático, pero le agregó un selector de modo de disparo. El cargador fijo fue reemplazado por uno extraíble curvo, de 25 cartuchos.
La producción del nuevo cartucho estaba fuera de lugar, por lo que se decidió modificar los fusiles Fiódorov para emplear el cartucho japonés 6,5 x 50 Arisaka que era muy abundante, al haber sido comprado de Japón e Inglaterra junto a fusiles Arisaka. Unos 763.000 fusiles (entre Tipo 30 y Tipo 38) fueron importados a Rusia, junto a unos 400.000.000 de cartuchos para estos; sin embargo, la producción local del cartucho 6,5 x 50 Arisaka fue insignificante. El cambio de munición solo requirió efectuar cambios mínimos al fusil, incluyendo un entalle en la recámara y una nueva escala de alcances para el alza. El poco potente cartucho japonés significó que la velocidad de boca fuese de solo 654-600 m/s debido al cañón de menor longitud.
Un análisis del Ejército estadounidense de inicios de la década de 1950 consideraba que el Avtomat Fiódorova era demasiado complejo de fabricar y que padecía de un rápido sobrecalentamiento del cañón al disparar en modo automático. Las pruebas rusas demostraron que el arma podía disparar 300 cartuchos seguidos antes que la acumulación del calor la dejase inoperativa. Esto aún era una mejora en comparación con los fusiles Mosin-Nagant M1891, que empezaban a humear después de 100 disparos. El principal factor en la incrementada disipación del calor era la cubierta metálica sobre el cañón al extremo del guardamano, que actuaba como un radiador. En términos de precisión, los datos rusos indican que al ser disparado en ráfagas cortas, el fusil automático Fiódorov podía alcanzar blancos de 0,6 x 0,5 m a una distancia de 200 m. A 400 m de distancia, la dispersión aumentaba a 1,1 x 0,9 m y a 800 m era de 2,1 x 1,85 m. En consecuencia, disparar en modo automático solamente era considerado efectivo hasta 500 m.
Inicialmente Fiódorov quiso llamar a la clase de armas a la cual pertenecía su nuevo fusil como ручное ружьё-пулемет (literalmente, ametralladora ligera de mano), una clase más ligera que ружьё-пулемет (ametralladora ligera), la cual describía ametralladoras ligeras como la Madsen, reflejando su pensamiento táctico detrás del desarrollo del arma. Esta designación apareció en un artículo publicado en setiembre de 1916 en la Revista de la Comisión de Artillería. Se le atribuye al General N.M. Filatov (Н.М. Филатов), superior de Fiódorov, la introducción del término más corto avtomat para describir al arma - un neologismo derivado de la palabra griega automaton y sinónimo de arma automática, el cual quedó. Los registros escritos del nuevo término siendo aplicado al arma se remontan a 1919.

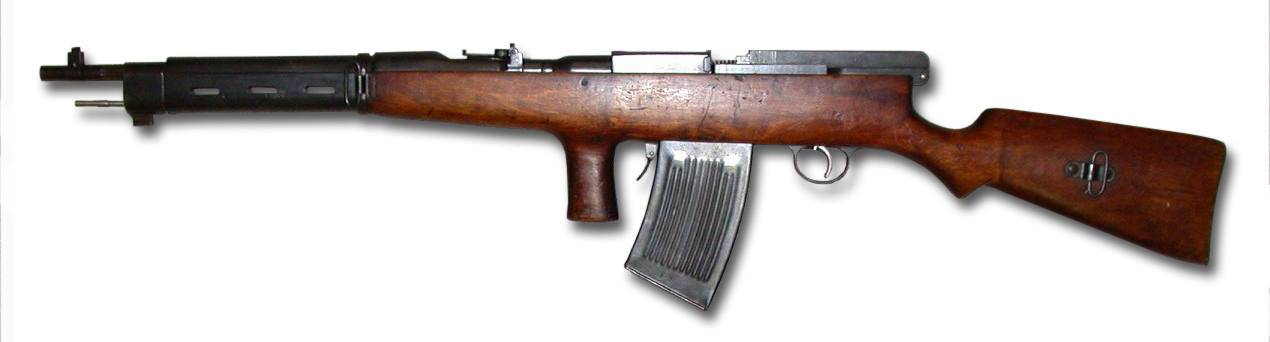
Un Fiódorov, modelo de 1916.

En la terminología rusa contemporánea, la palabra avtomat significa fusil de asalto, aunque históricamente este término tiene un significado más amplio. Los escritores occidentales contemporáneos han luchado por clasificar al Avtomat Fiódorova. Algunos lo consideran como un "primigenio predecesor" o "ancestro" del moderno fusil de asalto, mientras que otros creen que el fusil automático Fiódorov fue el primer fusil de asalto del mundo, basándose en el argumento que disparaba "uno de los cartuchos de fusil menos potentes de la época". Aun así, otros escritores argumentan que el Cei-Rigotti (que antecede al Fiódorov en 20 años) fue el primer fusil de asalto del mundo porque también empleaba un cartucho intermedio de 6,5 mm y tenía un cargador externo fijo de 25 cartuchos.

## Producción y servicio
En 1916, el Comité de Armas del Ejército Imperial Ruso tomó la decisión de ordenar un mínimo de 25.000 fusiles automáticos Fiódorov. A inicios de 1918, la orden de fusiles automáticos Fiódorov se rebajó a 9.000 armas; pero debido al caos de la Revolución Rusa y la posterior guerra civil, solamente se fabricaron 3.200 fusiles automáticos Fiódorov en la ciudad de Kovrov, entre 1920 y 1925, cuando la producción fue finalmente detenida.  El costo estimado del arma era de 1.090 rublos en 1918; en comparación, el costo de una ametralladora ligera Madsen era de alrededor de 1.730 rublos en aquel entonces.

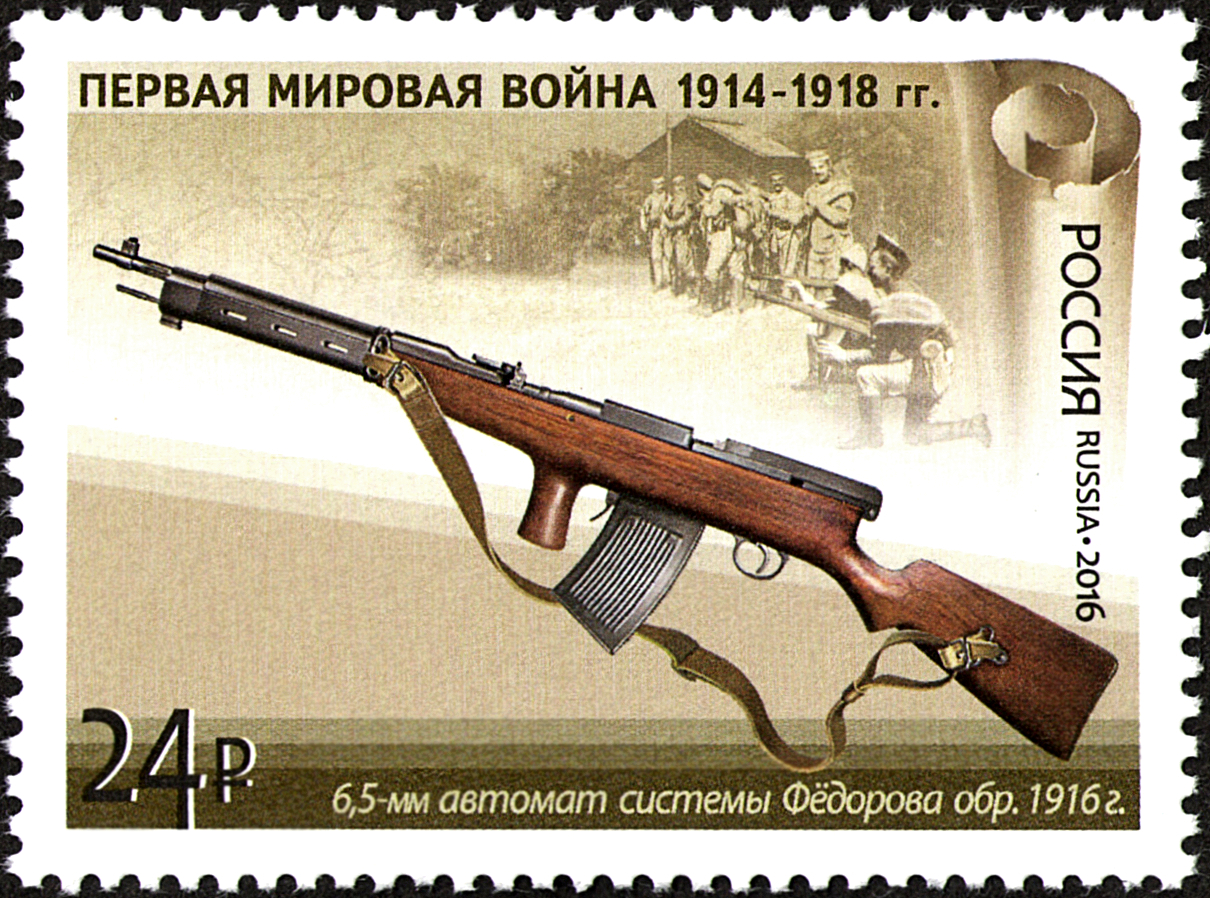
El fusil automático Fiódorov en una estampilla rusa de 2016.

Por una orden del Jefe del Estado Mayor, en el verano de 1916 una compañía del 189.º Regimiento de Izmail entrenó en tácticas con la nueva arma en la escuela de infantería en Oranienbaum. La compañía estaba equipada con 8 fusiles automáticos Fiódorov. Después de completar su entrenamiento, la compañía se desplegó a inicios de 1917 en el frente rumano. Se suponía que iba a reportar sobre la valiosa experiencia en combate con la nueva arma, pero esto no sucedió porque la compañía se desintegró durante la Ofensiva de Kérenski. Unos 10 Avtomat Fiódorova fueron dados a la aviación naval rusa; el Gran Duque Alexander Mijailovich de Rusia telegrafió que sus pilotos consideraban el arma más adecuada que la Chauchat a bordo de aviones ligeros.
Hacia 1920, sólo se habían fabricado unos 100 fusiles automáticos Fiódorov. Ese año, su producción fue impulsada por Kámenev, que vio el arma muy prometedora. Entonces las unidades del Ejército Rojo en el sector de Carelia fueron equipadas con fusiles Fiódorov; en particular el batallón sobre esquíes de Toivo Antikainen, durante el Levantamiento de Carelia. Los reportes de experiencias de combate con el fusil durante 1921-1922 fueron muy positivos, siempre y cuando estuviesen disponibles piezas de repuesto. En 1923 se imprimieron 10.000 ejemplares de un manual de 46 páginas para el arma.
A pesar de algunos problemas de fiabilidad y desempeño, el Avtomat Fiódorova había sido considerado aceptable para el Ejército Rojo en una revisión de 1924. Sin embargo, debido a problemas de suministro ese mismo año, el liderazgo soviético decidió abandonar todas las armas que empleasen munición extranjera. Como consecuencia, la producción del Avtomat Fiódorova fue detenida en octubre de 1925. Posteriormente fue retirado del servicio y se puso en almacenamiento; la última unidad en renunciar a este fue la 1ª División de Fusileros Motorizados de Moscú en 1928. Durante la guerra soviético-finlandesa de 1939 a 1940, una aguda escasez de armas automáticas individuales llevó a la reintroducción en servicio de los fusiles automáticos Fiódorov almacenados. Fueron enviados al frente de Carelia, principalmente a las unidades de inteligencia militar. Se supone que la mayoría de los fusiles automáticos Fiódorov no sobrevivieron a esa guerra.